# ليتسكاني
ليتسكاني هي قرية تقع في إقليم ياش في رومانيا وبلغ عدد سكانها 6,620 نسمة في عام 2002م.